# Пенягино (платформа)
Пеня́гино — остановочный пункт Рижского направления МЖД на границе городов Красногорска и Москвы (одновременно граница Московской области и Москвы). Построен между остановками Волоколамская и Павшино в рамках организации Московских центральных диаметров. Назван по имени исчезнувшей деревни Пенягино, располагавшейся неподалёку.

## Строительство
Строительство платформы началось в январе 2019 года. Открыта для пассажиров с 18:00 24 ноября 2019 года.
На перспективу предусмотрено строительство второй островной платформы на будущих III и IV главных путях Рижского направления.

## Описание
Остановочный пункт включает в себя одну высокую островную платформу. С платформы на пешеходный мост ведут лифт и эскалатор. На крытом пешеходном мосту находится кассовый зал. Выход в сторону Павшинской Поймы, к многоэтажным домам, проходит по пешеходному мосту через шоссе, и ни лифтом, ни эскалатором не оборудован. Для прохода к домам нужно обходить стройку многоуровневого паркинга. Также имеется выход на северную сторону, к Пенягинскому кладбищу и Пенягинскому шоссе, который был открыт позже самой станции, 26 апреля 2020 года.
Граница субъектов РФ Москвы и Московской области проходит по станции, при этом платформа почти полностью находится в Москве, а вестибюль с надземным переходом — уже в области. При этом остановка относится к пригородной тарифной зоне, а не к центральной.

## Пассажиропоток
С 24 по 29 ноября 2019 года, в первые дни после открытия, платформой воспользовались более 21,4 тысячи человек. Плановый показатель пассажиропотока по платформе Пенягино на ближайшие годы после начала её работы — 4 тысячи пассажиров в сутки, к 2023 году он должен превысить 5 тысяч пассажиров в сутки.